# Karl August af Nassau-Weilburg
Karl August af Nassau-Weilburg (født 17. september 1685, død 9. november 1753) var greve af Nassau-Weilburg fra 1719 til 1737 og derefter fyrste til 1753. Han var søn af Johan Ernst af Nassau-Weilburg (1664–1719) og Marie Polyxena af Leiningen-Dagsburg-Hartenburg (1662 – 1725).

## General og fyrste
Som ung var Karl August diplomat. Han blev senere general i de kejserlige tropper. Hans far greve Johan Ernst havde fået lovning på en titel som fyrste i 1688, men faderen kaldte sig aldrig fyrste. I 1737 fyldte Karl August 52 år, og han blev samtidigt fyrste.   

## Børn
Karl Christian var gift med Augusta Frederika Wilhelmina af Nassau-Idstein (1699–1750). De fik én søn og seks døtre. Sønnen Karl Christian (1735–1788) blev senere fyrste af  Nassau-Weilburg. 